# Giovanna la pazza (film 1910)
Giovanna la pazza è un cortometraggio muto italiano del 1910 diretto da Mario Caserini, ispirato alla figura di Giovanna di Castiglia.